# 청포도 (시집)
청포도는 1937년, 시인 이육사가 쓴 시로, 일제강점기를 배경으로 우리나라의 독립을 꿈꾸며 썼다. 1939년 <문장(文章)>에 발표한 작품으로 작자의 대표작의 하나이다. 향토색 짙은 서정성 시풍으로 민족 고유의 정서를 상징적이면서도 독특하게 노래하여 당시 문단의 주목을 받았다.

내 고장 칠월은

청포도가 익어 가는 시절

이 마을 전설이 주저리주저리 열리고

먼 데 하늘이 꿈꾸며 알알이 들어와 박혀

하늘 밑 푸른 바다가 가슴을 열고

흰 돛 단 배가 곱게 밀려서 오면

내가 바라는 손님은 고달픈 몸으로

청포를 입고 찾아온다고 했으니

내 그를 맞아 이 포도를 따 먹으면

두 손은 함뿍 적셔도 좋으련

아이야 우리 식탁엔 은쟁반에

하이얀 모시 수건을 마련해 두렴— 시인 이육사, 〈청포도〉